# Tristeza pós-parto
Tristeza puerperal, tristeza pós-parto ou disforia puerperal, também denominada baby blues, é uma condição emocional normal e transitória que afeta 80–90% das mulheres imediatamente após o parto. Os sintomas mais comuns são instabilidade emocional, episódios de choro, tristeza súbita, introversão, irritabilidade e cansaço. Os sintomas começam-se a manifestar entre o segundo e quinto dia após o parto e geralmente desaparecem até ao fim do primeiro mês. Em alguns casos, a tristeza puerperal intensifica-se em vez de desaparecer, tornando-se percursora de uma condição patológica e grave denominada depressão pós-parto.